# Alte Apotheke Oberursel

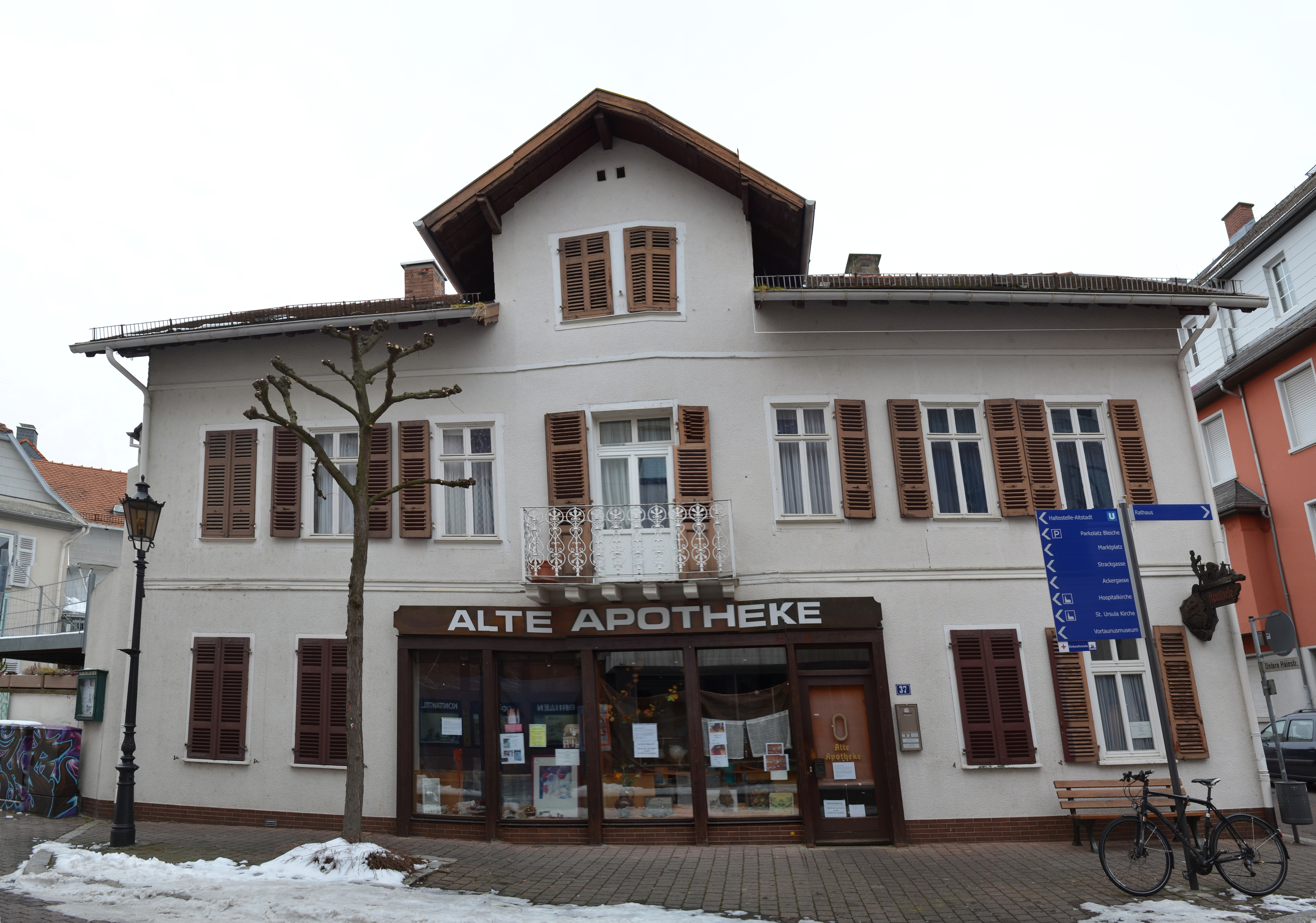
Alte Apotheke Oberursel

Die Alte Apotheke Oberursel wurde 1847 als erste Apotheke in Oberursel (Taunus) eröffnet. Das Fachwerkgebäude aus dem 19. Jahrhundert mit Adresse Vorstadt 37 steht unter Denkmalschutz.
Gemäß dem nassauischen Medizinaledikt von 1818 sollte in jedem Amt eine Apotheke eingerichtet werden. Für das Amt Königstein war die Amtsapotheke Kronberg zuständig. Mit dem Wachstum der Bevölkerung und dem medizinischen Fortschritt wuchs der Bedarf an Medikamentenversorgung. So erhielt 1847 der Kronberger Amtsapotheker Wilhelm Neubronner die Erlaubnis, in Oberursel eine Zweigapotheke zu eröffnen.
Nach dem Deutschen Krieg 1866 wurde das Herzogtum Nassau durch Preußen annektiert und die Regelungen für Apotheken liberalisiert. Wilhelms Sohn Julius Neubronner (1852–1932) verkaufte die Apotheke 1872 an Hermann Bernbeck und die Apotheke wurde als selbstständige Apotheke fortgeführt.
Die Bernbeck´sche Apotheke bestand bis 2006. Nach einem mehrjährigen Leerstand eröffnet die Apotheke unter Apothekerin Miriam Oster am 1. November wieder in den alten Räumen.